# 第1次池田内閣
第1次池田内閣（だいいちじいけだないかく）は、池田勇人が第58代内閣総理大臣に任命され、1960年（昭和35年）7月19日から同年12月8日まで続いた日本の内閣。

## 日韓交渉再開
1960年（昭和35年）10月の第5次日韓会談から交渉が再開されたが池田は当初、日韓問題については積極的ではなかった。しかしアメリカのジョン・F・ケネディ大統領からの説得で池田内閣の影の官房長官と呼ばれる伊藤昌哉は「『池田さんに頼みがある。韓国の問題は日本が中心になって纏めなければ、どうしても纏まらないという決定的なキー・カントリーだ、それをやってもらいたいと思う』と池田に頼むんだ」と池田が交渉に前向きになった理由を語っている。

## 内閣の顔ぶれ・人事

### 国務大臣
| 職名                            | 氏名         | 氏名 | 出身等                       | 特命事項等                                          | 備考                    |
| ------------------------------- | ------------ | ---- | ---------------------------- | --------------------------------------------------- | ----------------------- |
| 内閣総理大臣                    | 池田勇人     |      | 衆議院 自由民主党 （池田派） |                                                     | 自由民主党総裁          |
| 法務大臣                        | 小島徹三     |      | 衆議院 自由民主党 （岸派）   |                                                     | 初入閣                  |
| 外務大臣                        | 小坂善太郎   |      | 衆議院 自由民主党 （池田派） |                                                     |                         |
| 大蔵大臣                        | 水田三喜男   |      | 衆議院 自由民主党 （大野派） |                                                     |                         |
| 文部大臣 科学技術庁長官         | 荒木萬壽夫   |      | 衆議院 自由民主党 （池田派） | 国立国会図書館連絡調整委員会委員 原子力委員会委員長 | 初入閣                  |
| 厚生大臣                        | 中山マサ     |      | 衆議院 自由民主党 （大野派） |                                                     | 初入閣 日本初の女性閣僚 |
| 農林大臣                        | 南條德男     |      | 衆議院 自由民主党 （藤山派） |                                                     |                         |
| 通商産業大臣                    | 石井光次郎   |      | 衆議院 自由民主党 （石井派） |                                                     |                         |
| 運輸大臣                        | 南好雄       |      | 衆議院 自由民主党 （佐藤派） |                                                     | 初入閣                  |
| 郵政大臣                        | 鈴木善幸     |      | 衆議院 自由民主党 （池田派） |                                                     | 初入閣                  |
| 労働大臣                        | 石田博英     |      | 衆議院 自由民主党 （無派閥） |                                                     |                         |
| 建設大臣 首都圏整備委員会委員長 | 橋本登美三郎 |      | 衆議院 自由民主党 （佐藤派） |                                                     | 初入閣                  |
| 自治大臣 国家公安委員会委員長   | 山崎巌       |      | 衆議院 自由民主党 （池田派） |                                                     | 1960年10月13日免        |
| 自治大臣 国家公安委員会委員長   | 周東英雄     |      | 衆議院 自由民主党 （池田派） |                                                     | 1960年10月13日任        |
| 行政管理庁長官                  | 高橋進太郎   |      | 参議院 自由民主党 （無派閥） |                                                     | 初入閣                  |
| 北海道開発庁長官                | 西川甚五郎   |      | 参議院 自由民主党 （無派閥） |                                                     | 初入閣                  |
| 防衛庁長官                      | 江﨑真澄     |      | 衆議院 自由民主党 （藤山派） |                                                     | 初入閣                  |
| 経済企画庁長官                  | 迫水久常     |      | 参議院 自由民主党 （無派閥） |                                                     | 初入閣                  |

### 内閣官房長官・総理府総務長官
| 職名           | 氏名     | 氏名 | 出身等                       | 特命事項等 | 備考 |
| -------------- | -------- | ---- | ---------------------------- | ---------- | ---- |
| 内閣官房長官   | 大平正芳 |      | 衆議院 自由民主党 （池田派） |            |      |
| 総理府総務長官 | 藤枝泉介 |      | 衆議院 自由民主党 （岸派）   |            |      |

- 当時の内閣官房長官・総理府総務長官は国務大臣ではなかった。

### 法制局長官・内閣官房副長官・総理府総務副長官
- 法制局長官 - 林修三
- 内閣官房副長官 - 佐々木盛雄：1960年（昭和35年）7月22日－
- 内閣官房副長官 - 小川平二：1960年（昭和35年）7月22日－
- 総理府総務副長官 - 佐藤朝生

## 政務次官
1960年（昭和35年）7月22日任命。
- 法務政務次官 - 村瀨宣親
- 外務政務次官 - 勝俣稔（参）
- 大蔵政務次官 - 簡牛凡夫、秋山利恭
- 文部政務次官 - 大坪保雄
- 厚生政務次官 - 田中正巳
- 農林政務次官 - 田口長治郎、宇田國榮
- 通商産業政務次官 - 木村守江、岡本茂
- 運輸政務次官 - 山田彌一
- 郵政政務次官 - 丹羽兵助
- 労働政務次官 - 岡崎英城
- 建設政務次官 - 三和精一
- 自治政務次官 - 吉田重延
- 行政管理政務次官 - 松沢雄蔵
- 北海道開発政務次官 - 仲原善一（参）
- 防衛政務次官 - 塩見俊二（参）
- 経済企画政務次官 - 後藤義隆（参）
- 科学技術政務次官 - 大谷藤之助（参）